# John Davis (produtor de televisão)
John Davis (Denver, 20 de julho de 1954) é um produtor de televisão estadunidense e fundador da Davis Entertainment.

## Filmografia
| Ano  | Filme                           | Notas                     |
| ---- | ------------------------------- | ------------------------- |
| 1987 | Predator                        |                           |
| 1987 | Three O'Clock High              | Co-produtor               |
| 1988 | License to Drive                |                           |
| 1989 | Little Monsters                 | Como John A. Davis        |
| 1990 | The Last of the Finest          |                           |
| 1990 | Dangerous Passion               | (TV) (produtor executivo) |
| 1990 | Curiosity Kills                 | (TV) (produtor executivo) |
| 1990 | Predator 2                      |                           |
| 1990 | Silhouette                      | (TV) (produtor executivo) |
| 1991 | Shattered                       |                           |
| 1992 | Storyville                      | (produtor executivo)      |
| 1993 | Fortress                        |                           |
| 1993 | Voyage                          | (TV)                      |
| 1993 | The Firm                        |                           |
| 1993 | The Thing Called Love           |                           |
| 1993 | Grumpy Old Men                  |                           |
| 1994 | Gunmen                          |                           |
| 1994 | This Can't Be Love              | (TV) (produtor executivo) |
| 1994 | The Last Outlaw                 | (TV)                      |
| 1994 | One Christmas                   | (TV)                      |
| 1994 | Richie Rich                     |                           |
| 1995 | The Hunted                      |                           |
| 1995 | Denise Calls Up                 | (produtor executivo)      |
| 1995 | Waterworld                      |                           |
| 1995 | The Grass Harp                  |                           |
| 1995 | Kidnapped                       | (TV)                      |
| 1995 | Grumpier Old Men                |                           |
| 1996 | Courage Under Fire              |                           |
| 1996 | The Chamber                     |                           |
| 1996 | Daylight                        |                           |
| 1997 | Asteroid                        | (TV) (produtor executivo) |
| 1997 | Volcano: Fire on the Mountain   | (TV) (produtor executivo) |
| 1997 | Out to Sea                      |                           |
| 1997 | Lewis and Clark and George      | (produtor executivo)      |
| 1997 | Bad Manners                     | (produtor executivo)      |
| 1998 | Digging to China                |                           |
| 1998 | Miracle at Midnight             | (TV) (produtor executivo) |
| 1998 | Dr. Dolittle                    |                           |
| 1999 | The Settlement                  | (produtor executivo)      |
| 1999 | The Jesse Ventura Story         | (TV) (produtor executivo) |
| 1999 | Dudley Do-Right                 |                           |
| 1999 | Rites of Passage                | (produtor executivo)      |
| 2000 | Labor Pains                     | (co-produtor)             |
| 2000 | Little Richard                  | (TV) (produtor executivo) |
| 2001 | Heartbreakers                   |                           |
| 2001 | Dr. Dolittle 2                  |                           |
| 2001 | Behind Enemy Lines              |                           |
| 2002 | Life or Something Like It       |                           |
| 2002 | Bobbie's Girl                   | (TV) (produtor executivo) |
| 2002 | Palms                           | (produtor executivo)      |
| 2003 | Happy Hour                      | (produtor executivo)      |
| 2003 | Daddy Day Care                  |                           |
| 2003 | Devil's Pond                    |                           |
| 2003 | Paycheck                        |                           |
| 2004 | Garfield                        |                           |
| 2004 | I, Robot                        |                           |
| 2004 | Alien vs. Predator              |                           |
| 2004 | First Daughter                  |                           |
| 2004 | Fat Albert                      |                           |
| 2004 | Flight of the Phoenix           |                           |
| 2005 | At Last                         | (produtor executivo)      |
| 2005 | Nadine in Date Land             | (TV) (produtor executivo) |
| 2005 | Life Is Ruff                    | (TV) (produtor executivo) |
| 2006 | Eragon                          |                           |
| 2006 | Dr. Dolittle 3                  |                           |
| 2006 | When a Stranger Calls           |                           |
| 2006 | Garfield: A Tail of Two Kitties |                           |
| 2007 | Norbit                          |                           |
| 2007 | The Heartbreak Kid              |                           |
| 2007 | Aliens vs. Predator: Requiem    |                           |
| 2008 | The Express                     |                           |
| 2008 | Daddy Day Camp                  |                           |
| 2009 | Garfield's Pet Force            | (diretor de vídeo)        |
| 2010 | Predators                       |                           |
| 2010 | Marmaduke                       |                           |
| 2010 | Gulliver's Travels              |                           |
| 2011 | Uglies                          |                           |
| 2011 | Selling Time                    |                           |
| 2011 | Mr. Popper's Penguins           |                           |
| 2011 | Earthbound                      |                           |
| 2013 | Shady Talez                     |                           |
| 2014 | Devil's Due                     |                           |